# Guerre contre la drogue au Bangladesh
La guerre contre la drogue au Bangladesh est une politique de lutte contre la drogue, notamment du ya ba, mélange de caféine et méthamphétamies, ayant eu lieu à partir de 2015 au Bangladesh. Cette politique est notable par le grand nombre d’exécution extrajudiciaire. Cette politique est comparée à la guerre contre la drogue aux Philippines,,.